# فرانك شميت
فرانك شميت (بالألمانية: Frank Schmidt)‏ (3 يناير 1974 هايدنهايم ألمانيا - ) هو لاعب كرة قدم ألماني، يلعب كمدافع.

## مسيرته

### مسيرته مع الأندية
- 1992 - 1994 لعب مع 1. FC Nürnberg II [الإنجليزية]‏ 50 مباراة سجل خلالها 10 أهداف.
- 1994 - 1996 لعب مع TSV Vestenbergsgreuth [الإنجليزية]‏ 51 مباراة سجل خلالها 10 أهداف.
- 1996 - 1996 لعب مع غرويتر فورت 5 مباريات سجل خلالها هدف.
- 1996 - 1997 لعب مع غرويتر فورت 5 مباريات سجل خلالها هدف.
- 1997 - 1997 لعب مع نادي فينر 13 مباراة سجل خلالها 3 أهداف.
- 1997 - 1998 لعب مع فيرست فيينا 28 مباراة سجل خلالها هدفين.
- 1998 - 2003 لعب مع ألمانيا آخن 101 مباراة سجل خلالها 18 هدف.
- 2003 - 2003 لعب مع فالدهوف مانهايم 8 مباريات.
- 2003 - 2007 لعب مع نادي هايدنهايم 112 مباراة سجل خلالها 22 هدف.

## روابط خارجية
- فرانك شميت على موقع قاعدة بيانات كرة القدم.إي يو (الإنجليزية)
- فرانك شميت على موقع بيانات كرة القدم. دي إي (الألمانية)
- فرانك شميت على موقع Soccerway.com (الإنجليزية)
- فرانك شميت على موقع عالم كرة القدم.نت (الإنجليزية)